# Nesocymus calvus
Nesocymus calvus är en insektsart som först beskrevs av White 1881.  Nesocymus calvus ingår i släktet Nesocymus och familjen Cymidae. Inga underarter finns listade i Catalogue of Life.